# Premis Ondas al millor intèrpret masculí en ficció nacional
Els Premis Ondas són uns guardons lliurats als professionals de ràdio, televisió, cinema i música. Són concedits anualment per Ràdio Barcelona, emissora de la SER, des de 1954. Són els primers guardons de ràdio i televisió instituïts en Espanya, per la qual cosa gaudeixen de gran prestigi.
Els Ondas es van lliurar per primera vegada el 1954, concretament el 14 de novembre, en ésser aquesta la data de la primera emissió radiofònica de Ràdio Barcelona. Inicialment els Ondas distingien només a professionals i programes de la ràdio espanyola, sent premiats en la primera edició Bobby Deglané, José Iglesias "El Zorro" i Pedro Pablo Ayuso, entre d'altres.
Les categories premiades han variat al llarg de les seves més de seixanta edicions, no distingint-se fins a 2008 entre interpretació masculina i femenina en televisió.

## Guanyadors
| Any  | Intèrpret              | Treball                     |
| ---- | ---------------------- | --------------------------- |
| 2008 | Miguel Ángel Silvestre | Sin tetas no hay paraíso    |
| 2009 | Gonzalo de Castro      | Doctor Mateo                |
| 2010 | Paco León              | Aída                        |
| 2011 | Emilio Gutiérrez Caba  | Gran Reserva                |
| 2012 | Mariano Peña           | Aída                        |
| 2013 | Pepe Viyuela           | Aída                        |
| 2014 | José Sacristán         | Velvet                      |
| 2015 | José Mota              | José Mota presenta...       |
| 2016 | Pedro Casablanc        | Mar de plástico             |
| 2017 | Javier Gutiérrez       | Estoy vivo                  |
| 2018 | Oriol Pla              | El día de mañana            |
| 2019 | Miguel Ángel Silvestre | En el corredor de la muerte |